# Bulujarankidul
Bulujarankidul is een bestuurslaag in het regentschap Probolinggo van de provincie Oost-Java, Indonesië. Bulujarankidul telt 2500 inwoners (volkstelling 2010).